# Limite de Chandrasekhar

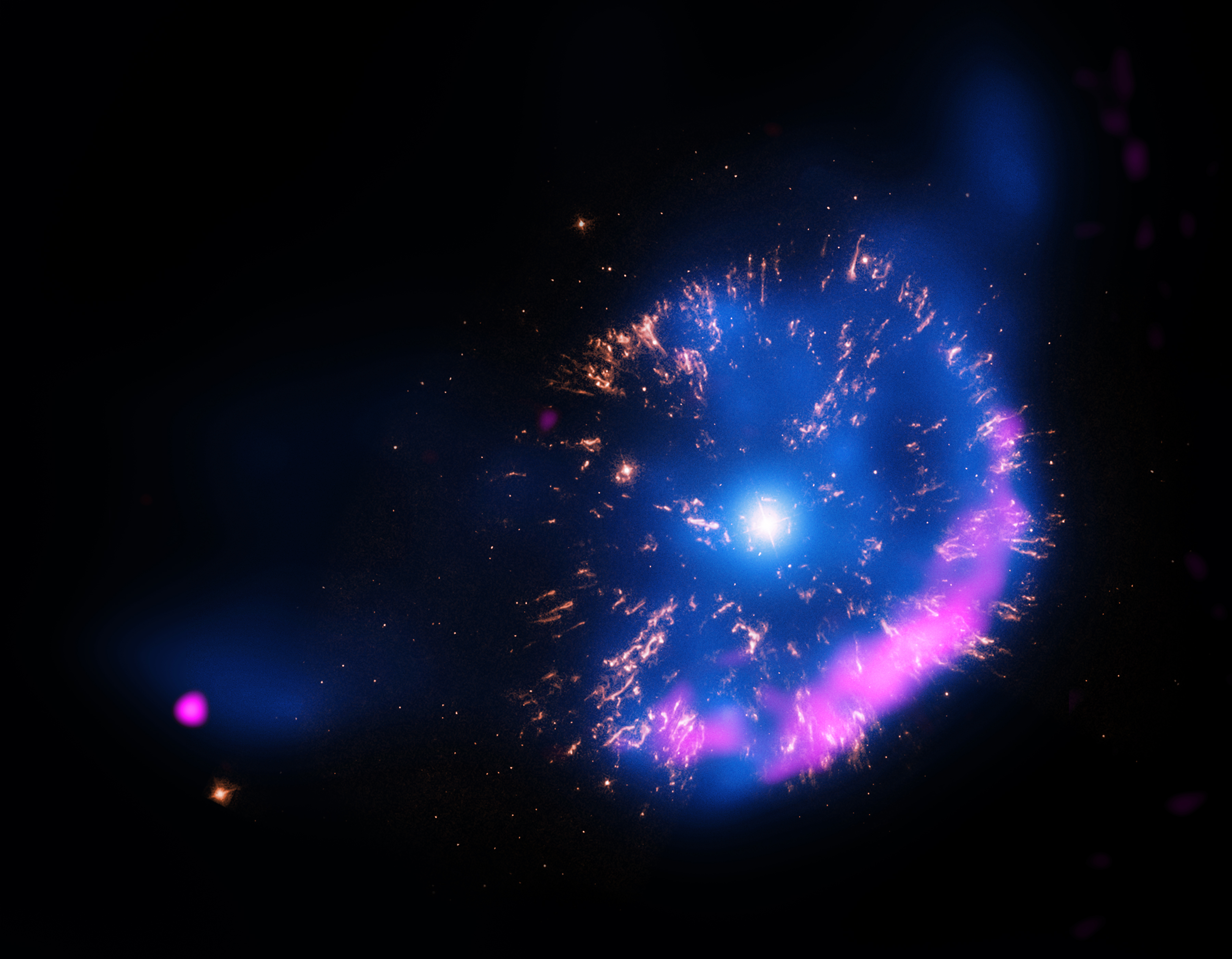
Nova da anã branca GK Persei.

O Limite de Chandrasekhar representa a máxima massa possível para uma estrela do tipo anã branca (um dos estágios finais das estrelas que consumiram toda a sua energia) suportada pela pressão de degenerescência de electrões, e é aproximadamente 3·1030 kg, cerca de 1,44 vezes a massa do Sol. Se uma anã branca (normalmente com cerca de 0,6 vezes a massa do Sol) tiver excedido essa massa por agregação, entrará em colapso, devido ao efeito da gravidade. Pensava-se que este mecanismo daria início a explosões do Tipo Ia supernova, mas esta teoria acabaria por ser abandonada durante a década de 1960. A perspectiva actual é que uma anã branca de oxigénio-carbono atinge uma densidade no seu interior suficiente para iniciar uma reacção de fusão nuclear imediatamente antes de atingir o limite de massa. No entanto, quando estrelas com núcleo de ferro ultrapassam esse limite, entram em colapso, e pensa-se que esse processo inicia uma supernova de Tipo Ib, Ic e II, libertando uma quantidade de energia imensa e provocando uma "inundação" de neutrinos.
O valor preciso do limite depende da composição química da estrela.  A fórmula de Chandrasekhar é
{\displaystyle M_{Ch}={\frac {\omega _{3}^{0}{\sqrt {3\pi }}}{2}}\left({\frac {\hbar c}{G}}\right)^{3/2}{\frac {1}{(\mu _{e}m_{H})^{2}}}.}
onde {\displaystyle \hbar } é a Constante de Planck reduzida, {\displaystyle c} é a velocidade da luz, {\displaystyle G} é a constante gravitacional universal, {\displaystyle m_{H}} é a massa do átomo de hidrogênio, μe é a massa molecular média por elétron, e {\displaystyle \omega _{3}^{0}\approx 2.018236} é a constante matemática relacionado a equação de Lane-Emden.

## História e evolução do Limite de Chandrasekhar

Subrahmanyan Chandrasekhar

O limite foi primeiramente descoberto e calculado pelo físico indiano Subrahmanyan Chandrasekhar em 1930, no início da sua viagem da Índia para o Reino Unido. Nessa altura, Chandrasekhar tinha recentemente completado trabalho de pré-graduação e a sua viagem até Cambridge tinha como objetivo a conclusão dos seus estudos.
O principal significado científico deste limite vem do facto de introduzir/aplicar a Teoria da Relatividade de Albert Einstein para estudar/deduzir o estágio final da evolução das estrelas, e o segundo significado refere-se ao facto de prever a existência de fascinantes fenómenos estelares. Dr. Chandrasekhar fez uma excelente exposição do seu trabalho na conferência que proferiu quando ganhou o Prémio Nobel  com referências aos documentos por si publicados entre 1931 e 1936. No texto da sua conferência, ele mostra quanto se desviou do trabalho anterior levado a cabo pelos físicos britânicos Arthur Eddington e Ralph H. Fowler (não confundir com William Alfred Fowler que ganhou o prémio Nobel com Chandrasekhar) que tinham concluído que as anãs brancas representavam a última etapa na evolução de *todas* as estrelas.
Quando Chandrasekhar apresentou o seu trabalho na Royal Society em 1935, foi ridicularizado por Arthur Eddington. Particularmente desagradável para o jovem físico foi o facto de vários físicos europeus não demonstrarem vontade de apoiar publicamente o seu trabalho, apesar de muitos deles o apoiarem em privado. Este comportamento levou-o a mudar-se para os Estados Unidos, onde se manteve na Universidade de Chicago até ao fim da sua carreira. O drama associado a este episódio foi passado a livro com o título: "Empire of the Stars" de Arthur I. Miller (não se conhece tradução para português). Muita gente foi de opinião que a "autocracia" de Eddington retardou o avanço da Astrofísica por 10 ou 20 anos.

## Mecânica estelar do Limite
O calor gerado por fusão nuclear dos átomos de elementos leves em elementos mais pesados no núcleo de uma estrela pressiona a sua atmosfera estelar para o espaço exterior. À medida que a estrela vai gastando a sua energia, a sua atmosfera entra em colapso na direcção do seu núcleo, "puxada" pela gravidade própria da estrela. Nesta fase, se a estrela tiver uma massa abaixo do Limite de Chandrasekhar, o colapso é limitado pela pressão de degenerescência dos electrões, o que tem como resultado uma anã branca estável. Se a estrela é incapaz de produzir mais energia (o que gerealmente não é o caso das Anãs Brancas) e tem uma massa superior ao Limite de Chandrasekhar, a pressão exercida pelos electrões não consegue resistir à força da gravidade, e a estrela entra em colapso. A densidade das estrelas aumentará muito para além da de uma anã branca, levando à formação de uma estrela de neutrões, buraco negro, ou possivelmente a uma (teórica) estrela de quarks. Para cada neutrão formado pela fusão de um protão e de um electrão durante o colapso será libertado um neutrino (para conservar o número leptónico).
O Limite de Chandrasekhar resulta do facto de ter em conta os efeitos da Mecânica Quântica considerando o comportamento dos electrões que provocam a pressão degenerativa da anã branca. Electrões, sendo fermiões, não podem estar no mesmo nível de energia, pelo que, quando um electrão de um gás que está em arrefecimento, é impossível para todos eles fornecerem uma quantidade mínima de energia. Uma grande quantidade de electrões permanece em níveis de energia superiores, o que provoca uma certa pressão, que é puramente "Mecânica Quântica" na sua essência.
Numa aproximação não-relativística, uma anã branca pode apresentar uma massa arbitrária com um volume inversamente proporcional à sua massa. Ao aumentar a massa, a energia típica para a qual a pressão degenerativa força os electrões a criar uma anã branca não é desprezível relativamente à restante massa. A velocidade dos electrões aproxima-se da velocidade da luz, e a relatividade especial deve ser levada em conta. A aproximação clássica deixa de ser apropriada. Como resultado, tem-se que uma massa limitada surge devido à autogravitação e corpo com simetria esférica é suportado por pressão degenerativa.
Fortes indícios da veracidade da limite de Chandrasekhar são:
1. Nenhuma anã branca com massa maior ao Limite de Chandrasekhar foi alguma vez observada.
2. Supernovas do Tipo Ia (anãs brancas com massa próxima de {\displaystyle M_{Ch}\,}) apresentam um brilho ({\displaystyle M_{v}\,}) de -19,6 ± 0,6. Este intervalo é apenas um factor de 3 na luminosidade. Isto parece indicar que todas as SN Ia (Supernovas de Tipo Ia) convertem aproximadamente a mesma quantidade de massa em energia.